# Commediasexi
Ne doit pas être confondu avec Commedia sexy.
Pour plus de détails, voir Fiche technique et Distribution.
Commediasexi est un film italien réalisé par Alessandro D'Alatri, sorti en 2006, avec Sergio Rubini, Paolo Bonolis, Margherita Buy, Stefania Rocca, Elena Santarelli, Rocco Papaleo et Michele Placido dans les rôles principaux.

## Synopsis
Le député Massimo Bonfili (Paolo Bonolis), marié à Pia (Stefania Rocca) et père de deux enfants, fervent croyant et défenseur des valeurs de la famille, a une relation adultérine avec l'actrice et présentatrice Martina Brandi (Elena Santarelli). À la suite de possibles révélations de la presse sur sa liaison, il décide d’emmener sa famille à Paris et, pour se couvrir, de manipuler son chauffeur, Mariano Di Virgilio (Sergio Rubini). Il lui demande d'accompagner Martina en son absence et de faire croire à sa femme qu'il se trouve lui aussi à Paris avec son patron, et ce pour l'aider.
Mariano accompagne donc Martina lors de la première de son film et apparaît dès le lendemain dans les tabloïds italiens en sa compagnie, à la grande surprise de sa femme, Dora Di Virgilio (Margherita Buy), qui découvre alors comme toute l'Italie la nouvelle amitié entre son mari et la jeune vedette du cinéma italien. Dora tombe alors malade et quitte Mariano, qui ne parvient pas à se sortir de cette fausse histoire. Massimo, pensant être hors de danger après cet incident, rentre à Rome, mais Mariano, Martina et Pia vont se venger de lui.

## Fiche technique
- Titre : Commediasexi
- Titre original : Commediasexi
- Réalisation : Alessandro D'Alatri
- Scénario : Alessandro D'Alatri et Gennaro Nunziante
- Photographie : Agostino Castiglioni
- Montage : Osvaldo Bargero (it)
- Musique : Riccardo Eberspacher
- Décors : Luigi Marchione (it)
- Producteur : Marco Chimenz, Giovanni Stabilini, Riccardo Tozzi (it) et Gina Gardini
- Société de production : Cattleya
- Pays d'origine :  Italie
- Langue : Italien
- Format : Couleur
- Genre : Comédie
- Durée : 102 minutes
- Dates de sortie : Italie : 15 décembre 2006

## Distribution
- Paolo Bonolis : le député Massimo Bonfili
- Sergio Rubini : Mariano Di Virgilio
- Margherita Buy : Dora Di Virgilio
- Stefania Rocca : Pia Roncaldi
- Elena Santarelli : Martina Brandi
- Michele Placido : Salvatore Lisass
- Marco Cocci (it) : Mino
- Paola Tiziana Cruciani : Sœur Giulia
- Fabio De Luigi : Paolo Nardi
- Rocco Papaleo : Tony Muciaccia
- Rodolfo Baldini (it) : le chef d'équipe de la télévision
- Edoardo Sylos Labini (it) : le coiffeur de Dora
- Massimo Wertmüller : le député Nappi
- Norman Mozzato (it) : le cardinal Hausman
- Lidia Biondi : une patiente à l'hôpital
- Alfonso Beorlegui : lui-même
- Bruno Vespa : lui-même
- Maurizio Micheli : lui-même

## Autour du film
- Le film a été tourné principalement dans la ville de Rome, à l'exception de quelques scènes tournées à Paris.

## Distinctions

### Nominations
- Ruban d'argent du meilleur acteur dans un second rôle pour Sergio Rubini en 2007.
- Ruban d'argent du meilleur sujet pour Alessandro D'Alatri et Gennaro Nunziante en 2007.